# Örves nektármadár

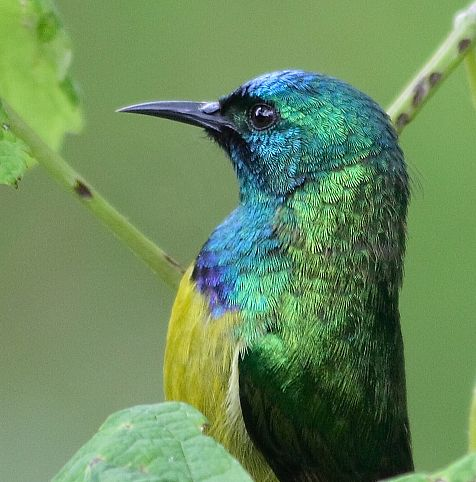

Az örves nektármadár (Hedydipna collaris) a madarak (Aves) osztályának a verébalakúak (Passeriformes) rendjébe, ezen belül a nektármadárfélék (Nectariniidae) családjába tartozó faj.
Egyes rendszerbesorolások a Anthreptes nembe sorolják Anthreptes collaris néven.

## Előfordulása
Afrika erdeiben és víz közeli területein honos.

## Alfajai
- Hedydipna collaris collaris
- Hedydipna collaris djamdjamensis
- Hedydipna collaris elachior
- Hedydipna collaris garguensis
- Hedydipna collaris hypodila
- Hedydipna collaris somereni
- Hedydipna collaris subcollaris
- Hedydipna collaris zambesiana
- Hedydipna collaris zuluensis

## Megjelenése
Testhossza 9-10 centiméter, szárnyai rövidek, testsúlya a tojónak 5,4–9,7 gramm, míg a hímé 5,3–11 gramm. Feje, torka és válla fényes kék, tarkója és a szárnyának a teteje zöld. Hasa sárga színű. A tojó felül zöld színű és hasa sárga.Csőre rövid é lefele görbülő. Nyelve ecsetszerű, melyet a nektár fogyasztására használ.

## Életmódja
Tápláléka nagy része nektárból áll, de rovarokat is eszik, főleg a fiatalok etetésének idején. De valójában ez a madár rovarevő.

## Szaporodása
Fészkét fára építi fűből, száraz levélből és pókhálóból, mely fel van függesztve és körte alakú. Néha díszíti fakéreggel vagy virággal. Fészekalja 2–3 tojásból áll.

## Fordítás
- Ez a szócikk részben vagy egészben  a   Collared Sunbird című angol Wikipédia-szócikk fordításán alapul.  Az eredeti cikk szerkesztőit annak laptörténete sorolja fel. Ez a jelzés csupán a megfogalmazás eredetét és a szerzői jogokat jelzi, nem szolgál a cikkben szereplő információk forrásmegjelöléseként.